# 韦尔河畔贝尔蒙
韦尔河畔贝尔蒙（法語：Belmont-sur-Vair，法語發音：[bɛlmɔ̃ syʁ vɛʁ] ⓘ）是法国大東部大區孚日省的一个市镇，属于讷沙托区。

## 地理
韦尔河畔贝尔蒙（48°15'17"N, 5°54'26"E）面积6.17 平方千米，位于法国大東部大區孚日省，该省份为法国东北部内陆省份，北起默兹省和默尔特-摩泽尔省，西接上马恩省，南至上索恩省和贝尔福地区省，东临上莱茵省和下莱茵省。
与韦尔河畔贝尔蒙接壤的市镇（或旧市镇、城区）包括：韦尔河畔芒德尔、帕雷苏蒙福尔、圣芒日、圣勒米蒙、欧赞维利耶、韦尔河畔栋布罗、热姆兰库尔。
韦尔河畔贝尔蒙的时区为UTC+01:00、UTC+02:00（夏令时）。

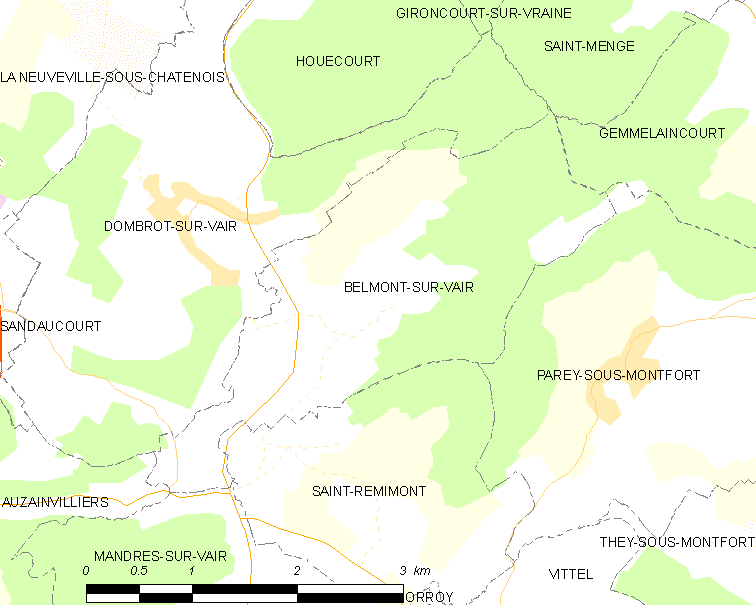
韦尔河畔贝尔蒙的OSM定位图

## 行政
韦尔河畔贝尔蒙的邮政编码为88800，INSEE市镇编码为88051。

## 政治
韦尔河畔贝尔蒙所属的省级选区为维泰勒县。

## 人口

1962-2008年间韦尔河畔贝尔蒙人口变化图示

韦尔河畔贝尔蒙于2022年1月1日时的人口数量为124人。